# Bob Raftis
Bob Raftis (eigentlich Robert Raftis; * 1. Mai 1946) ist ein ehemaliger kanadischer Stabhochspringer.
Bei den Panamerikanischen Spielen 1967 in Winnipeg gewann er Silber und bei den British Commonwealth Games 1970 in Edinburgh Bronze.
1967 und 1969 wurde er Kanadischer Meister. Seine persönliche Bestleistung von 5,12 m stellte er am 21. Juli 1972 in Scarborough, Ontario auf.